# Karadeniz Powership
Karadeniz Powership Co. Ltd. (Торгова марка Karpowership) ― дочірня компанія Karadeniz Energy Group, що базується в Туреччині. Компанія є будівельником, оператором та власником флоту суден-електростанцій. Розробила та здійснює проект під назвою «Сила дружби», метою якого є забезпечення загалом 2010 МВт електроенергії більш ніж десяти країн Близького Сходу, Північної Африки та Південної Азії.
У 2016 році доходи групи склали $734 млн, а чистий прибуток — $257 млн.
Наприкінці жовтня 2022 року в компанії заявили, що ведуть переговори з українським урядом про відправлення трьох суден-електростанцій загальною потужністю 300 мегават в Україну.

## Флот
- Karadeniz Powership Doğan Bey (IMO 8117031),[5] 126 MW, 2010, працював в Басрі, Ірак, в даний момент працює в Сьєрра-Леоні.
- Karadeniz Powership Rauf Bey (IMO 7925522),[6] 179 MW, 2010, працював у Басрі, Ірак, зараз працює в Судані.
- MV Karadeniz Powership Kaya Bey (IMO 7925546),[7] 216 MW, 2011, працював у Пакистані,[8] працює в Басрі, Ірак.
- Karadeniz Powership Alican Bey, 104 MW, 2011, працював у Пакистані.
- Karadeniz Powership İrem Sultan (IMO 8222252), 114 MW, 2012, працював у Басрі, Ірак, зараз працює в Накалі, Мозамбік.[9]
- Karadeniz Powership Fatmagül Sultan, 202 MW, 2013, працює в Бейруті, Ліван.
- Karadeniz Powership Orhan Bey (IMO 7942582), 202 MW, 2013, працює в Бейруті, Ліван.
- Karadeniz Powership Esra Sultan, 235 MW, 2015, працював у Темі, Гана.[10][11] у Бейруті, Ліван, з червня 2019 року працює в Порт-де-Маріель, Куба[12]
- Karadeniz Powership Zeynep Sultan (IMO 8116051), 125 MW, 2015, працює в Амурангу, Індонезія
- MV Karadeniz Powership Osman Khan (IMO 9189158), 470 MW, 2016, працює в Темі, Гана.
- MV Karadeniz Powership Onur Sultan (IMO 9248514), 470 MW, 2016, працює в Белвані, Індонезія.
- MV Karadeniz Powership Gökhan Bey (IMO 9214563), 125 MW, 2016, працює в Купанзі, Індонезія.
- MV Karadeniz Powership Yasin Bey (IMO 9214551), 125 MW, 2016, працює в Амбоні, Індонезія.
- MV Karadeniz Powership Mehmet Bey (IMO 9232785), 126 MW, 2018, працює в Індонезії.
- MV Karadeniz Powership Nezih Bey (IMO 9034781), 37 MW, 2018, працює в Амбоні, Індонезія.
- MV Karadeniz Powership Koray Bey (IMO 9086203), 36 MW, 2018, працює в Гамбії.
- Karadeniz Powership Baris Bey (IMO 9166546), 2019, працює в Порт-де-Маріель, Куба.[13]
- Karadeniz Powership Ela Sultan (IMO: 9133446),80 MW, з листопада 2019 працює в Порт-де-Маріель, Куба.[12]
- Karadeniz Powership Yurdanur Sultan (IMO: 9133458), 120 MW , 2021 .
- Karadeniz Powership Belgin Sultan, (IMO: 9178159),80 MW, 2022, працює в Порт-де-Маріель, Куба.
- Karadeniz Powership Orhan Ali Khan (IMO: 9248514), 740 MW[14] .

## Звинувачення у корупції
Karpowership та її материнська компанія Karadeniz Energy Group зіткнулися зі звинуваченнями у корупції у кількох країнах.
У Лівані Karadeniz звинувачують у корупції та можуть оштрафувати на 25 мільйонів доларів
У Пакистані дочірня компанія Karadeniz буцімто заплатила посередникам за отримання державного контракту на 565 мільйонів доларів. У 2012 році Верховний суд анулював контракт та розпочав розслідування корупції. Суперечка була вирішена у 2019 році шляхом політичних переговорів між Пакистаном та Туреччиною.
У квітні 2021 року Міністерство мінеральних ресурсів та енергетики ПАР уклало з Karpowership угоду про постачання електроенергії терміном на 20 років для подолання енергетичної кризи, що триває. Звинувачення в корупції в процесі торгів призвели до судових позовів і судового розслідування. 1 серпня 2022 р. Міністр лісового господарства, рибальства та навколишнього середовища відхилив заклик південноафриканської дочірньої компанії продовжити свій проект з розгортання 3 кораблів загальною потужністю 1220 МВт через відсутність консультацій, непереконливих екологічних звітів та «поставив під сумнів необхідність». Міністр дав компанії 180 днів для усунення прогалин та недоліків у їх поданні на повторний розгляд.